# Scopaeus pusillus
Scopaeus pusillus – gatunek chrząszcza z rodziny kusakowatych i podrodziny żarlinków.
Gatunek ten został opisany w 1843 roku przez Ernesta Augusta Hellmutha von Kiesenwettera.
Chrząszcz o smukłym ciele długości od 2,8 do 3,2 mm. Ubarwiony jest brunatno z brunatnożółtymi czułkami, głaszczkami i odnóżami oraz, z wyjątkiem tylnych krawędzi tergitów i ostatniego segmentu, czarnym odwłokiem. Duża głowa jest w zarysie trapezowata, rozszerzona ku tyłowi, o tylnym brzegu lekko łukowatym, niewyraźnie punktowana, wyposażona w małe oczy. Niewiele dłuższe od przedplecza pokrywy mają punkty wielokrotnie większe niż reszta wierzchu ciała.
Owad znany z Hiszpanii, Francji, Belgii, Holandii, Niemiec, Szwecji, Norwegii, Finlandii, Szwajcarii, Liechtensteinu, Austrii, Włoch, Polski, Czech, Słowacji, Węgier, Ukrainy, Słowenii, Chorwacji, Bośni i Hercegowiny, Serbii, Czarnogóry, Rumunii, Bułgarii, Albanii, Macedonii, Grecji, Rosji, Bliskiego Wschodu i wschodniej Palearktyki. Zasiedla kserotermiczne stoki, wilgotne łąki i pola.